# لینکلن دیاز-بالارت
لینکلن رافائل دیاز-بالارت کابایرو (به انگلیسی: Lincoln Rafael Díaz-Balart y Caballero؛ زادهٔ ۱۳ اوت ۱۹۵۴ – درگذشتهٔ ۲ مارس ۲۰۲۵) سیاستمدار و وکیل اهل ایالات متحده آمریکا بود. وی عضو مجلس نمایندگان از حوزهٔ انتخابیه بیست‌ویکم فلوریدا، از تاریخ ۳ ژانویهٔ ۱۹۹۳ تا ۳ ژانویهٔ ۲۰۱۱ بود.

## درگذشت
دیاز-بالارت، در ۳ مارس ۲۰۲۵ در سن ۷۰ سالگی بر اثر سرطان درگذشت.